# 聖保羅座堂 (安大略省)
圣保罗座堂（英語：St. Paul's Cathedral）是加拿大圣公会休伦教区的主教座堂，位于加拿大安大略省伦敦。该堂为哥特复兴风格，由威廉·托马斯设计，于1844至1846年建造。旧堂建于1834年，1844年被烧毁。該座堂為倫敦市內年代最悠久的教堂。